# Järvsjön, Gästrikland
Järvsjön är en sjö i Ockelbo kommun och Sandvikens kommun i Gästrikland och ingår i Gavleåns huvudavrinningsområde. Sjön är 2 meter djup, har en yta på 0,345 kvadratkilometer och är belägen 88 meter över havet. Sjön avvattnas av vattendraget Högboån (Säverängsån).

## Delavrinningsområde
Järvsjön ingår i det delavrinningsområde (673792-155090) som SMHI kallar för Utloppet av Järvsjön. Medelhöjden är 94 meter över havet och ytan är 2,54 kvadratkilometer. Räknas de 2 avrinningsområdena uppströms in blir den ackumulerade arean 40,66 kvadratkilometer. Högboån (Säverängsån) som avvattnar avrinningsområdet har biflödesordning 2, vilket innebär att vattnet flödar genom totalt 2 vattendrag innan det når havet efter 55 kilometer. Avrinningsområdet består mestadels av skog (59 procent) och sankmarker (15 procent). Avrinningsområdet har 0,34 kvadratkilometer vattenytor vilket ger det en sjöprocent på 13,4 procent.